# Kalyan-Dombivali
Kalyan-Dombivali (eller Kalyan-Dombivli) är en stad i den indiska delstaten Maharashtra och är belägen nordost om Bombay. Den ligger i distriktet Thane och hade 1 247 327 invånare vid folkräkningen 2011. Staden ingår i Bombays storstadsområde.
Kalyan hette tidigare Nawanagar. Kalyan och Dombivali slogs samman i administrativt hänseende 1982. Britterna uppförde ett faktori i Kalyan så tidigt som 1674. Dombivali, som ligger en halvmil från Kalyan, intogs först av portugiserna. 

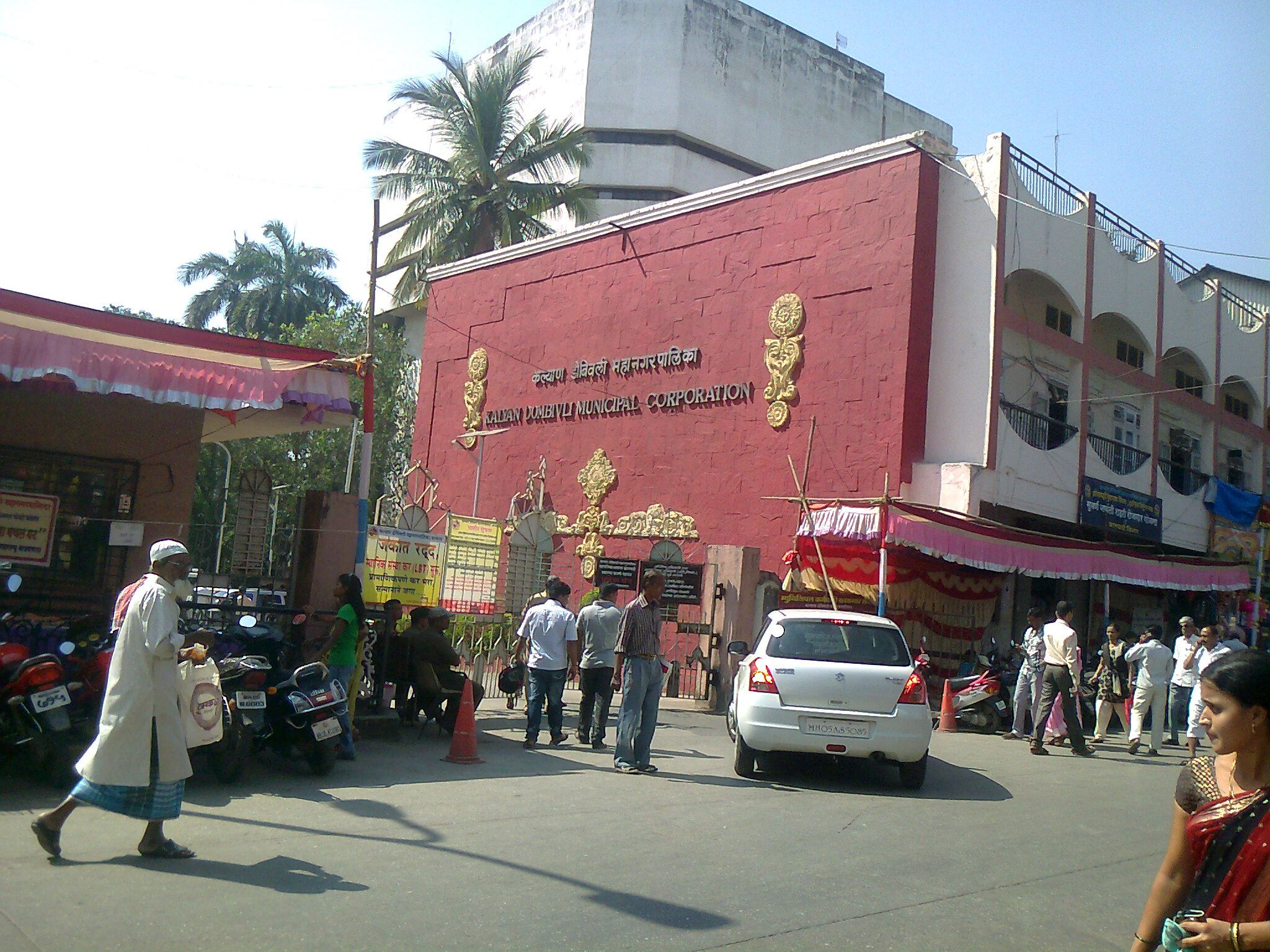
Kalyan-Dombivali